# 1873
Cette page concerne l'année 1873 (MDCCCLXXIII en chiffres romains) du calendrier grégorien.
L'année 1873 est une année commune qui commence un mercredi.

## Événements

### Afrique
- 22 janvier : les Ashanti traversent la rivière Pra[1]. Début d’une guerre entre les Britanniques et les Ashanti en Côte de l’Or (fin en 1874). Les Fanti demandent l’aide des Britanniques contre les Ashanti.

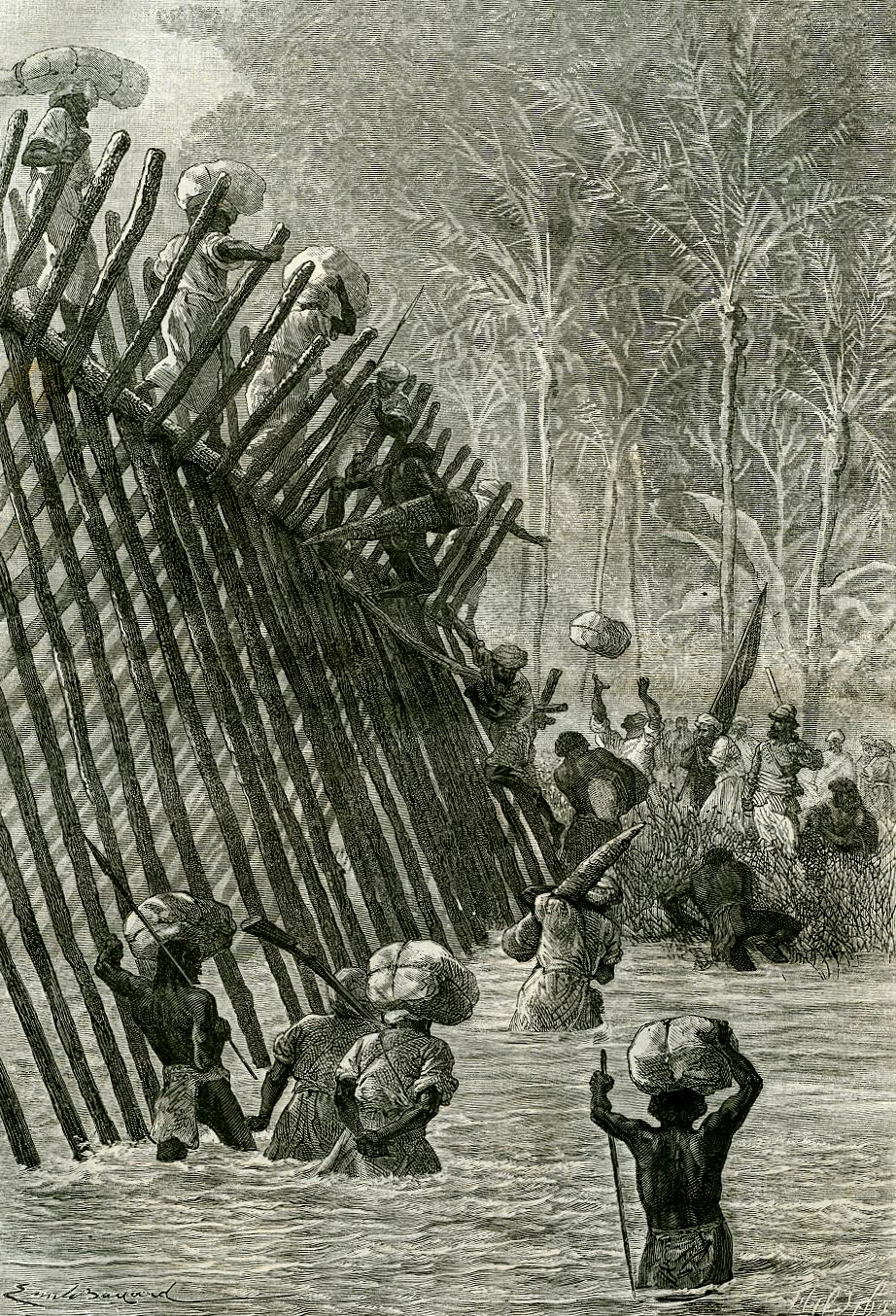
18 mars : expédition de Cameron.

- 18 mars : début de la première traversée est-ouest du continent africain de Zanzibar à Benguela par l’explorateur Verney Lovett Cameron (fin le 28 novembre 1875)[2].

- 8-14 avril : victoire ashantie sur les Britanniques à la bataille de Dunkwa[3].

- 1er mai : mort de Livingstone dans la région des lacs Nyassa (Malawi) et Bangouélo (Zambie) qu’il a découverte[2].

- 5 juin : traité entre le Royaume-Uni et le sultanat de Zanzibar pour la suppression de la traite des esclaves[4]. John Kirk, consul de Grande-Bretagne à Zanzibar, menace de bombarder la ville. Il obtient du sultan Seyyid Barghash la signature d’un traité qui rend la traite illégale dans tous ses ports, ce qui entraîne la hausse du prix des esclaves, qui sont vendus de 50 à 100 dollars par tête entre 1873 et 1890.
- 10 juin : le général Chanzy est nommé gouverneur général de l’Algérie[5] (fin en 1879).

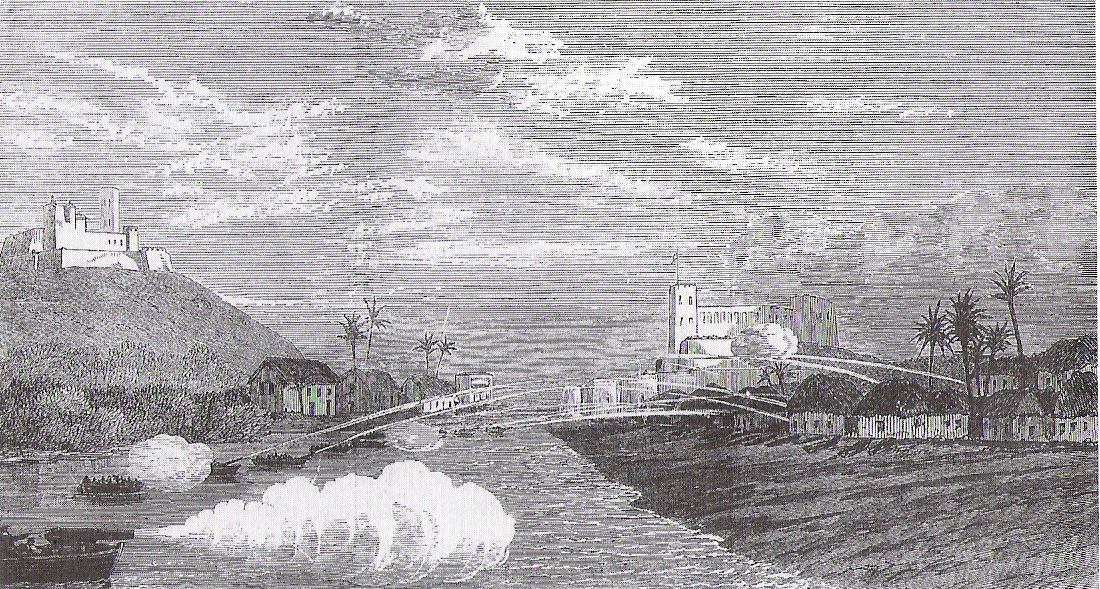
13 juin : bombardement d’Elmina par les Britanniques, London News Picture Library du 19 juillet.

- 13 juin : bombardement d’Elmina par les Britanniques[6].

- 26 juillet : loi Warnier visant à franciser la terre musulmane en Algérie et à délivrer aux indigènes des titres de propriété[7].
- 1er septembre : couronnement du roi des Zoulous Chettiwayo, fils de Mpande[8]. Il rassemble une puissante armée, entraînée selon les méthodes de Tchaka (fin de règne  en 1879).
- 25 septembre : début du règne de Hassan Ier, sultan du Maroc[9] (fin en 1894).

- 20 octobre : Cameron croise à Tabora le cortège funèbre de Livingstone, puis se dirige vers Nyangwe, mais ne peut franchir les rapides. Il se rend compte que le Lualaba doit être à l’origine du Congo, et pas du Nil[10]. Henry Morton Stanley reconnait le fleuve en 1875-1877 et atteste le fait.

- 21 octobre[11] : destitution du grand vizir de la régence de Tunis, Mustapha Khaznadar, à la suite d'un scandale financier à Tunis. Il est remplacé par Kheireddine Pacha[12]. Mustapha Khaznadar est impliqué dans le détournement d’importantes sommes empruntées à l’étranger. Du matériel hors d’usage a aussi été acheté à prix d’or, alors que les caisses de l’État sont vides.

- Samori Touré se rend maître du Tôron où il établit sa capitale à Bissandougou, sur le territoire de l’ancien empire du Mali et prend le titre de « Fama », des pays du Milo et du haut Niger, puis du Madina. Il se fait proclamer almani en 1884[13].

### Amérique
- 1er janvier : institution du mariage civil au Venezuela[14]
- 15 avril : Antonio Guzmán Blanco, au pouvoir depuis 1870, est élu constitutionnellement président du Venezuela où il exerce un pouvoir dictatorial jusqu’en 1877; puis de 1879 à 1884 et 1886 à 1888. Il jette les bases du Venezuela moderne et accumule une énorme fortune personnelle. Il tente de promouvoir une société laïcisée : politique anticléricale et organisation embryonnaire de l’école publique[14] .

- 18 septembre : panique bancaire à Wall Street[15].
- 25 septembre, Mexique : les libéraux obtiennent l’incorporation à la Constitution des lois de Réforme de 1857 qui consacrent une situation d’extrême faiblesse de l’Église catholique[16].

- 8 octobre : le caudillo Gabriel García Moreno voue l’Équateur au Sacré-Cœur[17].

- 25 novembre, République dominicaine : Buenaventura Báez est renversé par un coup d’État. Le général Ignacio María González (es) prend le pouvoir dans un pays ravagé par la guerre civile depuis 1865[18].

### Asie et Pacifique

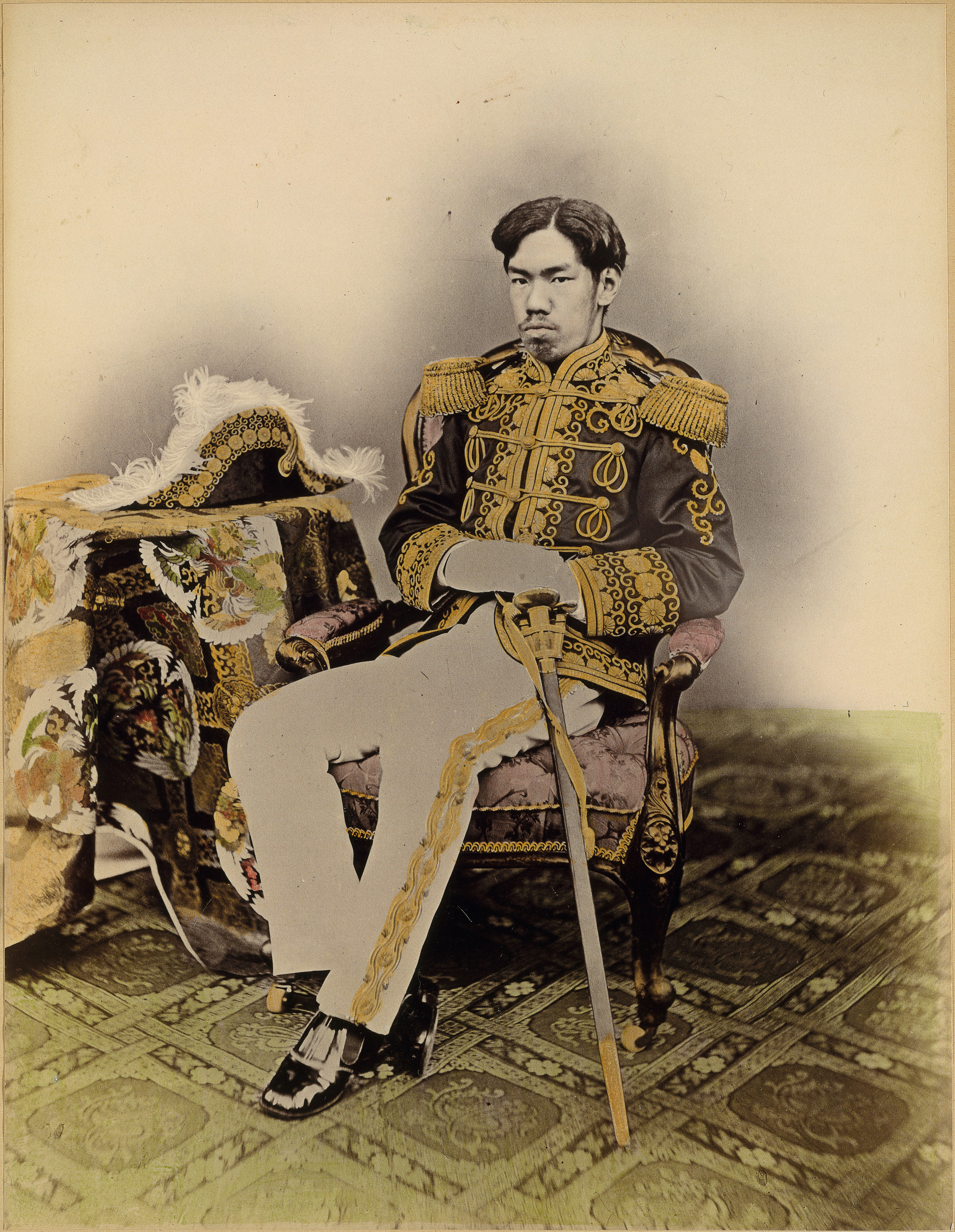
L'empereur Meiji en 1873.

- 1er janvier : le calendrier grégorien est adopté par l'empire du Japon[19].
- 10 janvier : création du service national au Japon. Yamagata Aritomo, le père de l’armée japonaise moderne, est chargé de former une armée nationale en s’inspirant des méthodes anglaises pour la marine et françaises pour l’armée de terre. La classe des samouraïs disparaît officiellement[20]. Les privilèges des samouraïs sont abolis et la conscription instaurée, ce qui suscite des révoltes paysannes.
- 14 janvier : Li Hongzhang, l’un des chefs de file des « occidentalistes », crée la Compagnie chinoise des bateaux à vapeur pour lutter contre l’emprise des transporteurs anglo-américains sur le commerce intérieur chinois[21].

- 14 mars : abolition des édits contre les chrétiens (Kirishitan) au Japon[22].

- 26 mars, guerre d'Aceh : le gouvernement néerlandais déclare officiellement la guerre au sultanat d'Aceh dans le nord de Sumatra, qui résiste au pouvoir colonial des Pays-Bas (fin en 1908)[23]. Les Néerlandais ne parviennent à contrôler que les régions côtières.

- 15 mai : le gouvernement britannique dissout la Compagnie britannique des Indes orientales (effectif le 1er juin 1874)[24]. Depuis la fin de son monopole, la Compagnie des Indes avait vu peu à peu son importance décliner.
- 10 juin (29 mai du calendrier julien) : le général russe Kaufmann prend Khiva. Skobelev se distingue à cette occasion[25].
- 16 juin : Yaqub khan, neveu et ambassadeur de Yaqub Beg à Istanbul, accepte en son nom de mettre la Kachgarie sous la suzeraineté du sultan ottoman[26].

- 18 juillet : Radif Pacha succède à Rauf Pacha au gouvernorat de Bagdad (fin en 1875)[27].
- 19 juillet : expédition russe contre les turkmènes Yomouts, qui sont rançonnés (1er août), puis massacrés après le 14 août quand ils n’ont pas pu réunir les 310 000 roubles réclamées[28]. Après la prise de Khiva, le général Kaufmann se tourne vers les pays turkmènes du sud du désert du Karakoum. Merv est occupée par les Russes en 1884.
- 28 juillet : chiso kaisei (« réforme fiscale du régime de la terre ») au Japon[29]. Le gouvernement fixe le montant annuel de l’impôt foncier à 3 % de la valeur des terres. L’estimation des propriétés provoquera des troubles et l’enregistrement ne sera définitif qu’en 1880.

- 24 août (12 août du calendrier julien) : le khanat de Khiva signe un traité de protectorat avec la Russie[25].

- Octobre : 

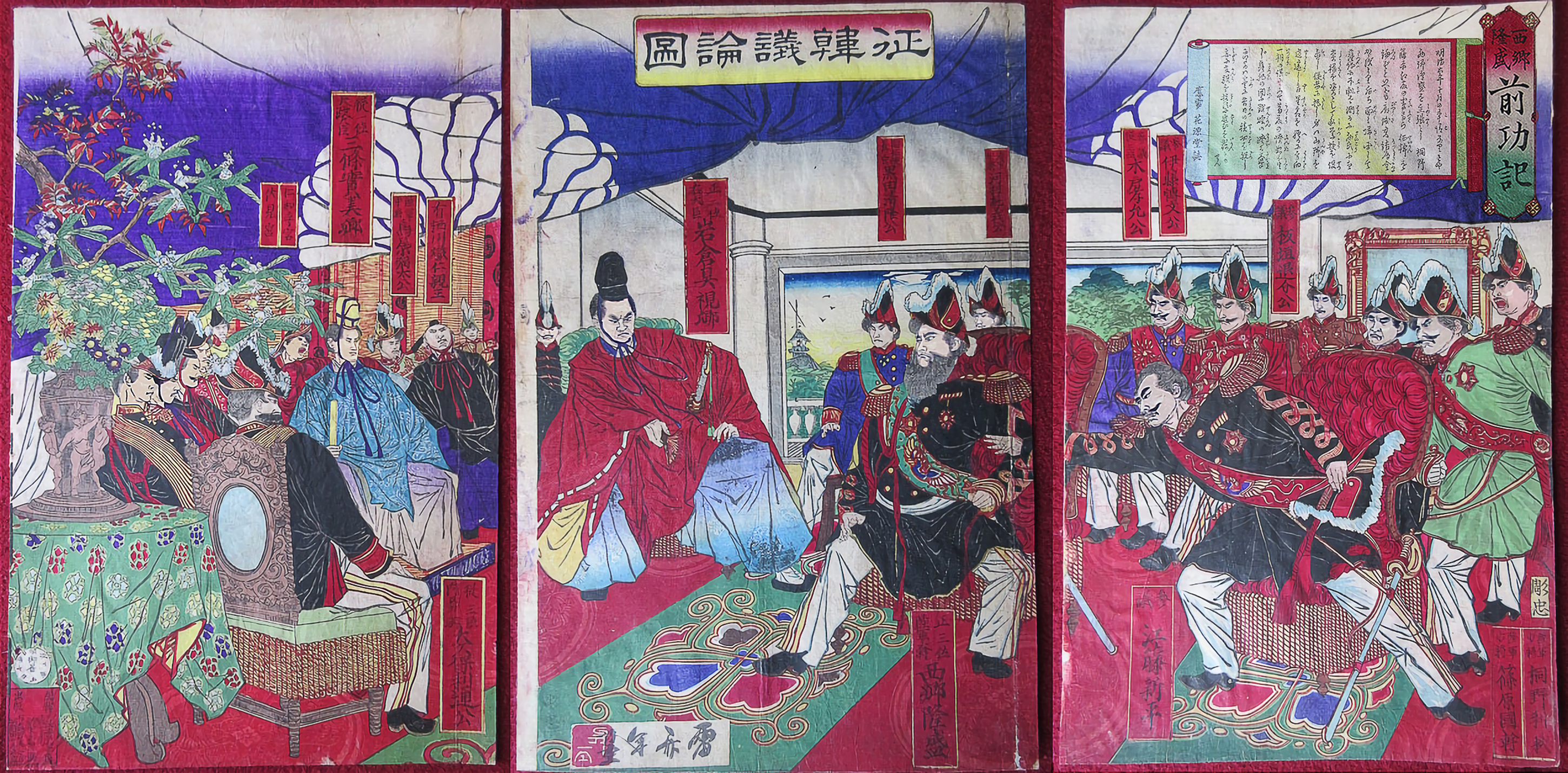
Octobre : débat sur le Seikanron

  - Japon : débat sur le Seikanron. Un débat gouvernemental s’engage sur l’opportunité d’une invasion militaire de la Corée. Iwakura Tomomi et les membres de sa mission sont partisans d’abandonner le projet et d’accélérer la politique de modernisation. Démission des ministres interventionnistes, dont Saigō Takamori et Itagaki Taisuke, qui vont former le creuset de la future opposition politique[30].
  - le chah de Perse cède aux pressions russes. Il annule une importante concession attribuée en 1872 au baron Julius de Reuter afin de manifester sa bonne volonté à l’égard de la Russie et du Royaume-Uni. Celle-ci comprenait la construction d’un chemin de fer, l’exploitation de mines et l’établissement d’une banque[31].

- 4 novembre, Corée : le régent Daewongun, partisan de la poursuite de la politique de fermeture du pays et d’alliance avec la Chine, est évincé par des factions hostiles regroupées autour de la reine Min[32].
- 11 novembre : Supervision of Workrooms and Factories Act[33]. Le parlement de l’état de Victoria en Australie, fait adopter une loi sur la protection du travail des femmes et des enfants dans les usines.
- 20 novembre : Francis Garnier s’empare d’Hanoï avec une petite troupe armée. L’empereur du Viêt Nam Tu Duc est contraint de signer le traité de Saigon de 1874[34].

- 21 décembre : Francis Garnier trouve la mort dans un combat contre les Pavillons noirs[35].
- 27 décembre[36] : suppression des pensions à la noblesse et au samouraïs au Japon, qui sont remplacées par un capital[37].

- Les États-Unis rendent au Japon l'archipel d'Ogasawara annexé en 1853 sous le prétexte que des Hawaïens y étaient installés depuis 1830[38].

### Europe
- 14 avril : création à Vienne en Autriche d’une branche dissidente de l’Alliance israélite universelle avec l’Israelitische Allianz[39].
- 20 avril : Mariage à Vienne de l'archiduchesse Gisèle d'Autriche, fille aînée de l'empereur François-Joseph Ier et de l'impératrice née Elisabeth de Bavière avec le prince Léopold de Bavière,  petit-fils du roi Louis Ier de Bavière, cousin germain du roi Louis II de Bavière, fils cadet du prince Luitpold de Bavière et de la défunte archiduchesse Augusta, princesse de Toscane.
- 1er mai : ouverture de l’exposition universelle de Vienne (fin le 31 octobre)[40]. Un vent de folie spéculative provoque le triplement des prix en quelques mois.

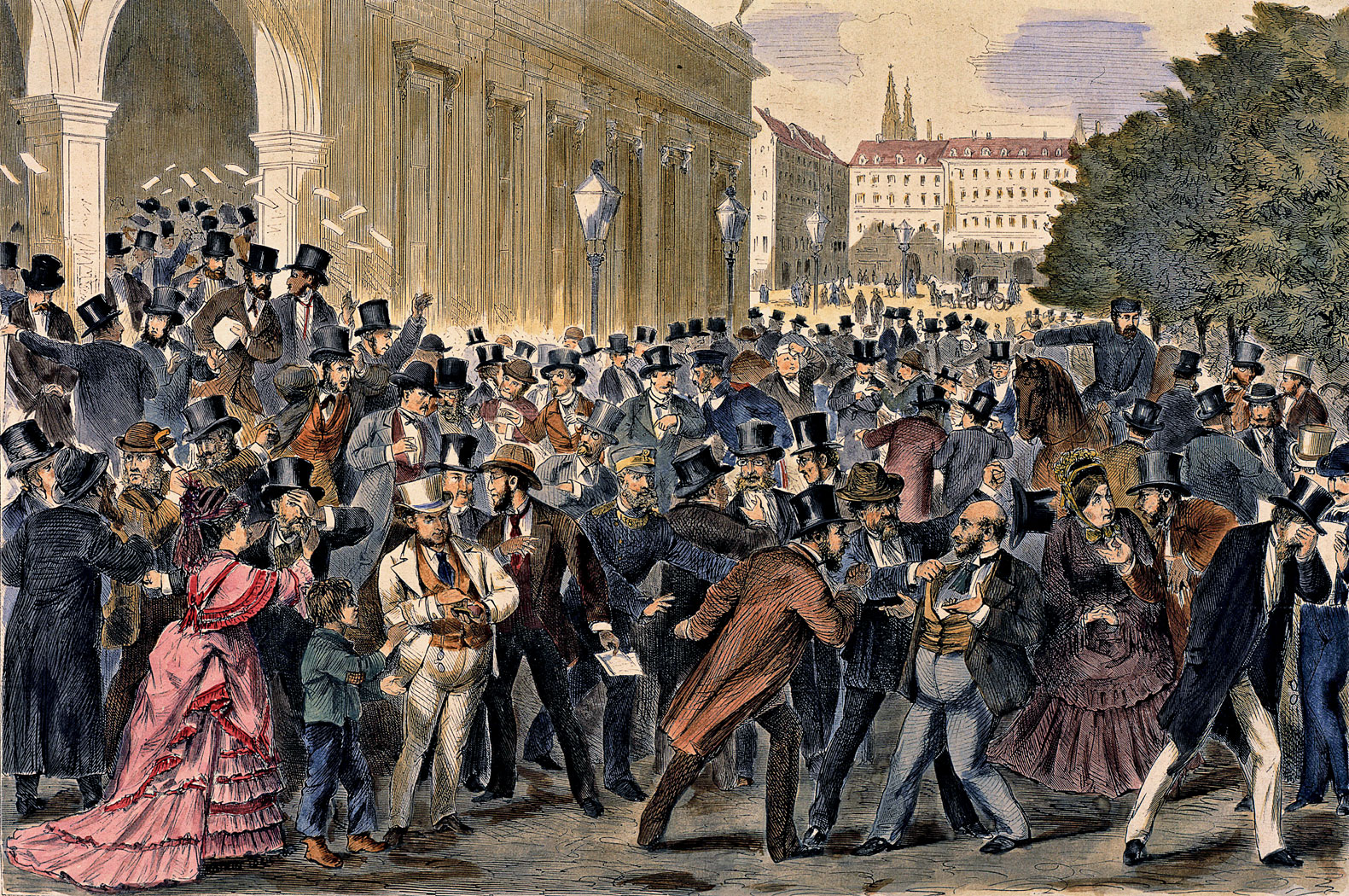
9 mai : « vendredi noir » à Vienne.

- 9 mai : crise bancaire. À la suite de la liquidation de deux grandes banques autrichiennes, la bourse de Vienne s’effondre, entraînant la ruine des spéculateurs et des petits épargnants et le début de la Grande dépression[41].

- 11-14 mai : loi de Mai en Allemagne, sur la formation et l’embauche des ecclésiastes, sur l’autorité disciplinaire ecclésiastique et sur la création d’une cour de justice à Berlin sur les affaires ecclésiastiques[42].

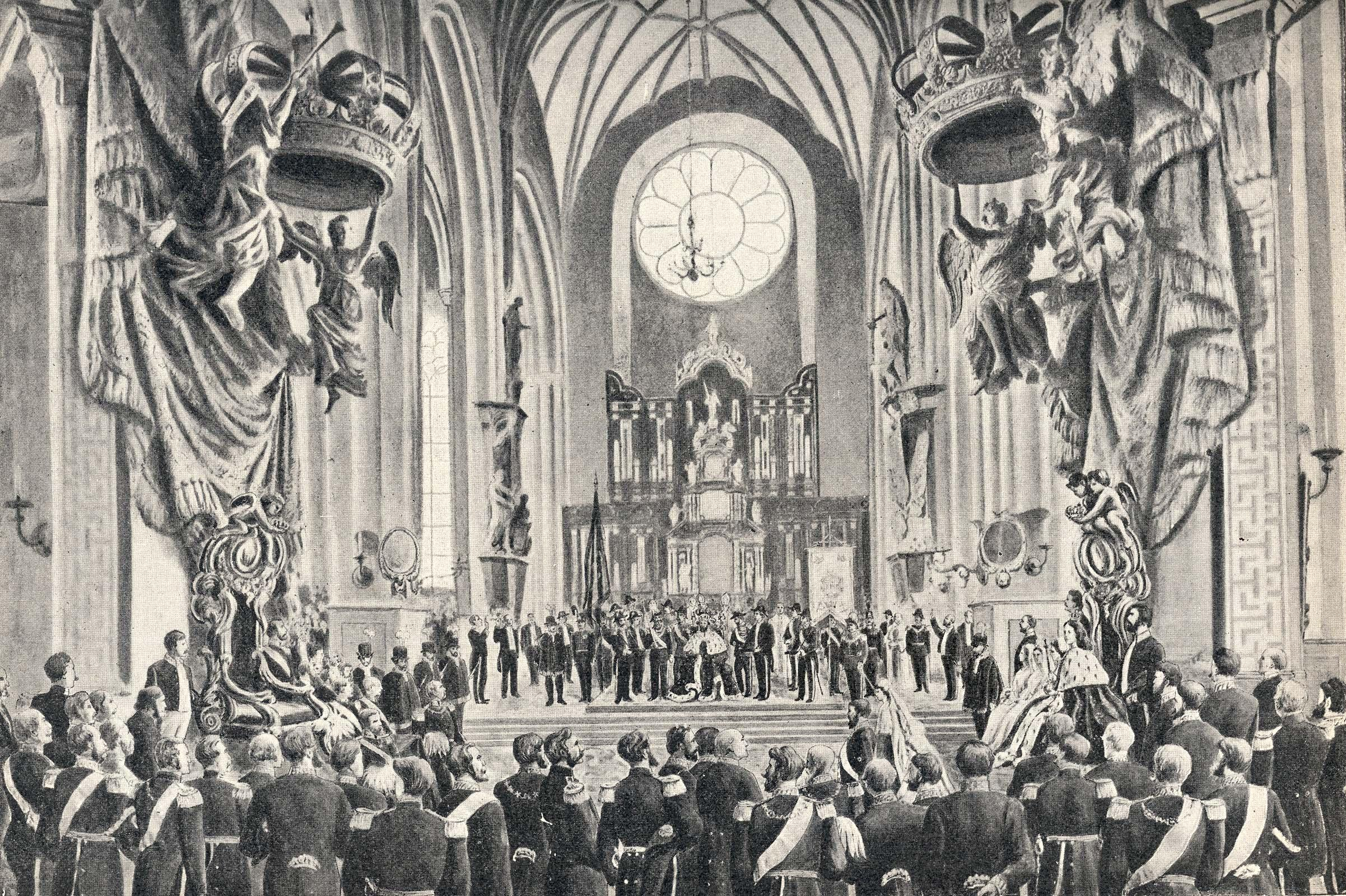
12 mai : couronnement d’Oscar II et de Sophie de Nassau, roi et reine de Suède.

- 24 mai : le légitimiste Mac-Mahon devient président de la République française, porté au pouvoir par les royalistes[43].
- 28 juin, Russie : droit donné au ministère de l’intérieur d’interdire toute publication jugée nuisible[44].

- 9 juillet : loi monétaire allemande[45].
- 27 juillet : sécularisation des universités en Autriche[46].

- 16 septembre : fin de l’occupation allemande en France[47].

- Octobre : krach boursier en Allemagne[48]. La crise se prolonge jusque vers 1878-1879 et atteint les pays d’Europe centrale : surproduction industrielle aggravée par la concurrence anglaise, effondrement des prix des céréales qui accélère l’exode rural. Deux millions d’Allemands émigrent vers les États-Unis.

- 22 octobre : système d’alliance « bismarckien » dit des « trois empereurs » entre l’Autriche-Hongrie, l’Allemagne et la Russie, qui a pour but d’isoler la France. La Prusse est épuisée par des opérations défensives contre des adversaires supérieurs en nombre[49]. Le prince de Roumanie se rapproche de l’Alliance des Trois Empereurs[50].

- 17 novembre : les cités de Buda, d’Óbuda et de Pest se réunissent pour former Budapest (270 000 habitants)[51].

- Décembre : à Londres, Royaume-Uni, le smog, mot forgé à partir de smoke (fumée) et fog (brouillard) tue en une semaine 700 personnes atteintes de problèmes de respiration[52].

#### Espagne
- 7 février : le premier ministre Zorrilla obtient des Cortes la dissolution du corps d’armée de Catalogne en état d’insoumission[53].
- 11 février : abdication d'Amédée de Savoie, roi d’Espagne. La première République est proclamée par les deux Chambres après l’abdication du roi. Estanislao Figueras est élu président de la République[53]. Les partisans du fils d’Isabelle II, les Alphonsins se jettent dans la mêlée.

- 24 février : le gouvernement provisoire repousse une tentative de coup d’État des militaires[53].

- 23 avril : le gouvernement provisoire repousse une tentative de coup d’État des radicaux[53].

- 10-13 mai : les républicains de tendance fédéraliste plutôt que centraliste obtiennent la majorité aux Cortes[53].

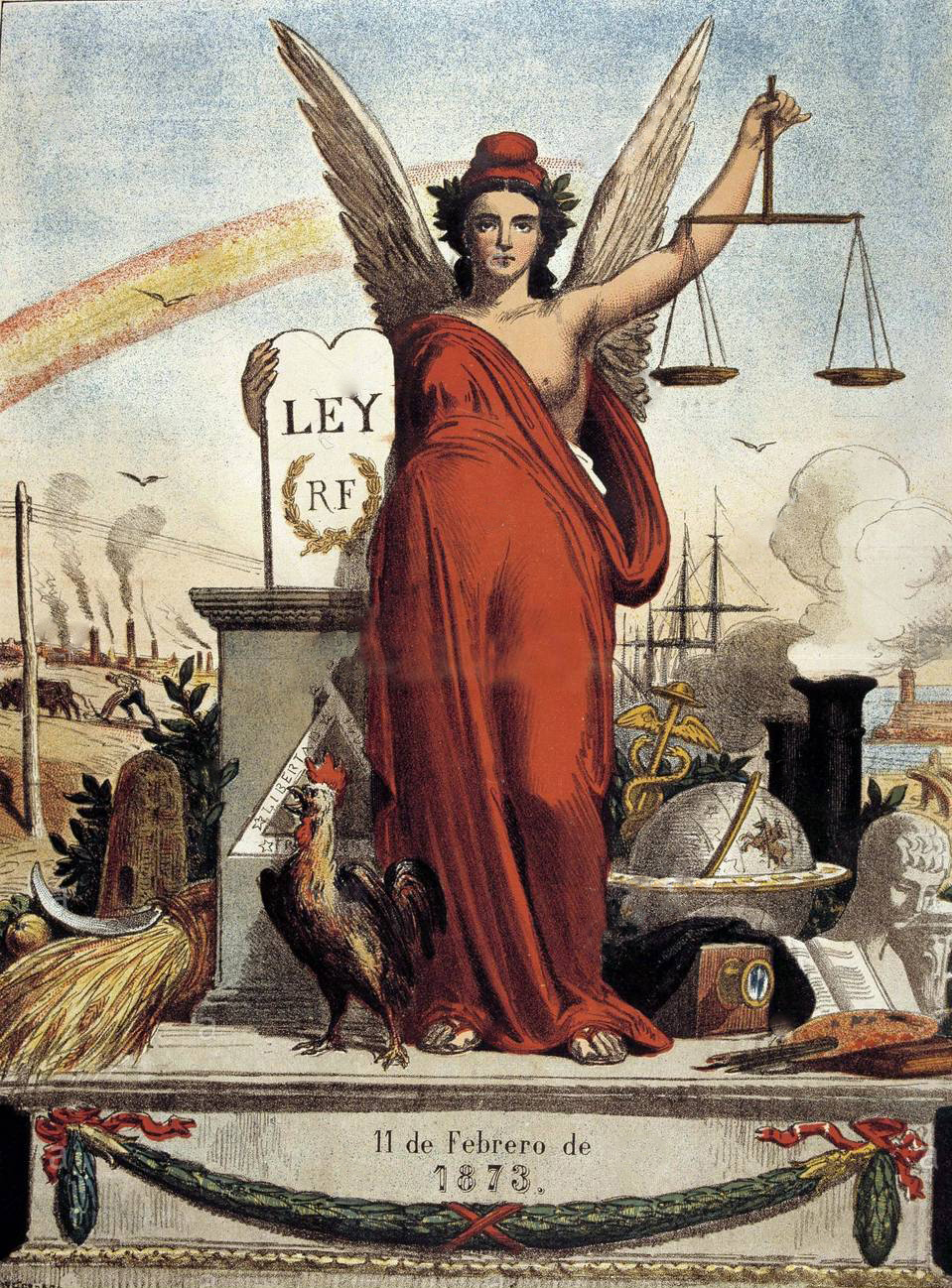
Allégorie de la Première République espagnole

- 8-10 juin : la proclamation à Madrid de la République fédérale, provoque la démission du premier président de la République, Estanislao Figueras et son remplacement par Francisco Pi y Margall[53].

- 12-22 juillet : les fédéralistes sont dépassés par les mouvements « cantonalistes », qui inspirés de la commune de Paris, multiplient les pouvoirs autonomes par la constitution de juntes locales[53].
- 19-20 juillet : le président fédéraliste catalan Pi y Margall démissionne[53]. Après Nicolás Salmerón Alonso (19 juillet-7 septembre), le président Emilio Castelar revient à un régime centraliste et unitaire, privé de tout soutien réel à l’exception de l’armée qui rétablit l’ordre.

## Naissances en 1873

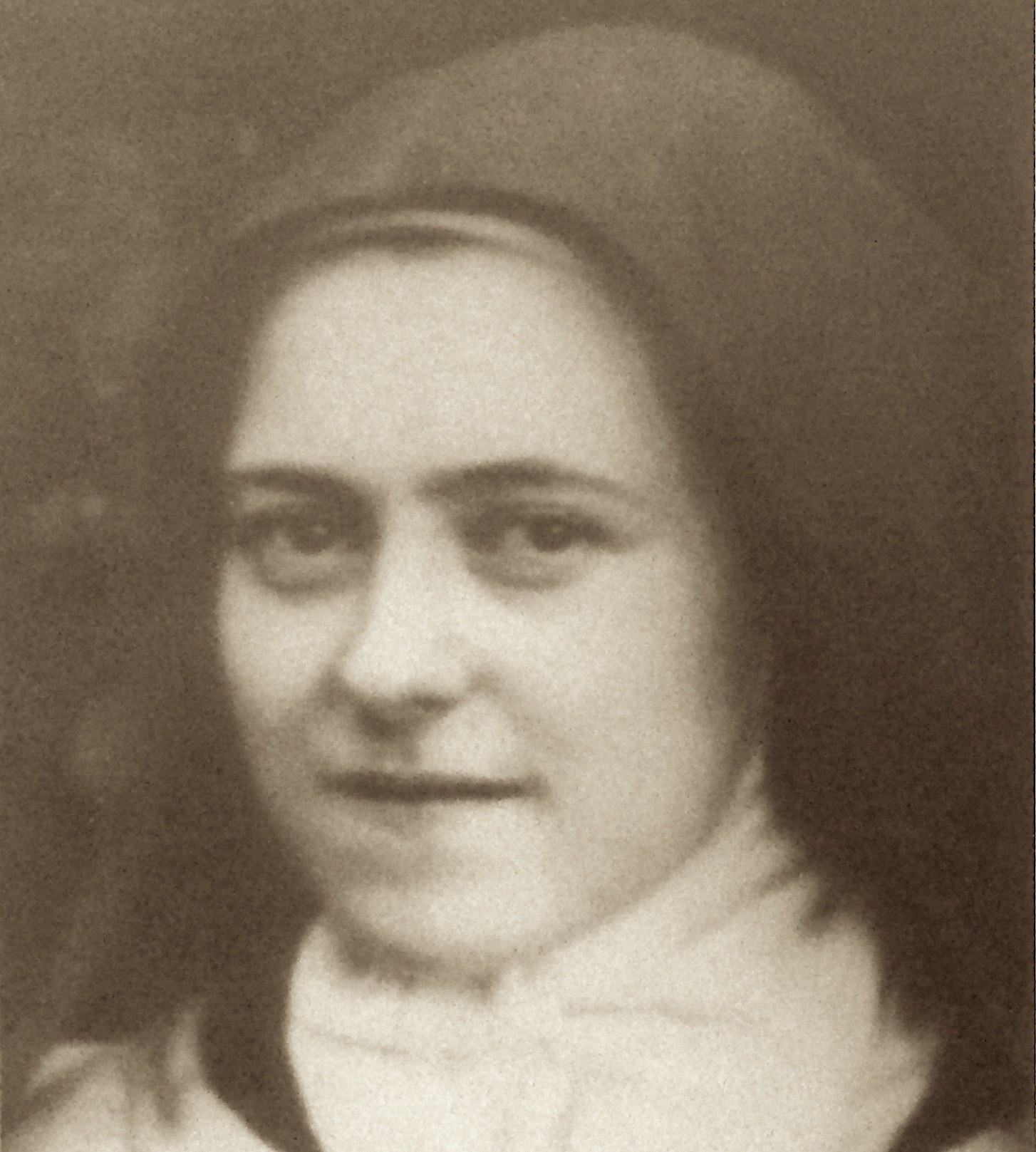
Thérèse Martin, sœur Thérèse de l'Enfant Jésus et de la sainte Face, née le 2 janvier

- 1er janvier : Frank Hall Crane, acteur, réalisateur et scénariste américain († 1er septembre 1948).
- 2 janvier :
  - Gaston Brun, peintre français († 17 mai 1918).
  - Anton Pannekoek, astronome et militant communiste hollandais († 28 avril 1960).
  - Thérèse Martin, religieuse carmélite française († 30 septembre 1897).
- 6 janvier : Joaquim Mir, peintre espagnol († 27 avril 1940).
- 7 janvier : Charles Péguy, écrivain français († 5 septembre 1914).
- 8 janvier : Lucien Capet, violoniste, compositeur et pédagogue français († 18 décembre 1928).
- 11 janvier : David Hartford, acteur, réalisateur et producteur américain († 30 octobre 1932).
- 12 janvier : Alfred Lesbros, peintre français († 17 avril 1940).
- 13 janvier : Louis Payne, acteur américain († 14 août 1953).
- 14 janvier :
  - André Bloch, compositeur français († 7 août 1960).
  - Léon Lehmann, peintre français († 2 novembre 1953).
- 16 janvier :
  - Boyd Alexander, officier britannique, explorateur et ornithologue († 2 avril 1910).
  - Ossip Braz, peintre russe puis soviétique († 6 novembre 1936).
  - Oskar C. Posa, compositeur, maître de chapelle et professeur de musique classique autrichien († 13 mars 1951).
- 18 janvier : Alfred von Bary, ténor germano-maltais († 13 septembre 1926).
- 24 janvier : Bartolomé Pérez Casas, compositeur et chef d'orchestre espagnol († 15 janvier 1956).
- 27 janvier : Carl Moser, peintre et graveur autrichien († 23 juillet 1939).

- 28 janvier :

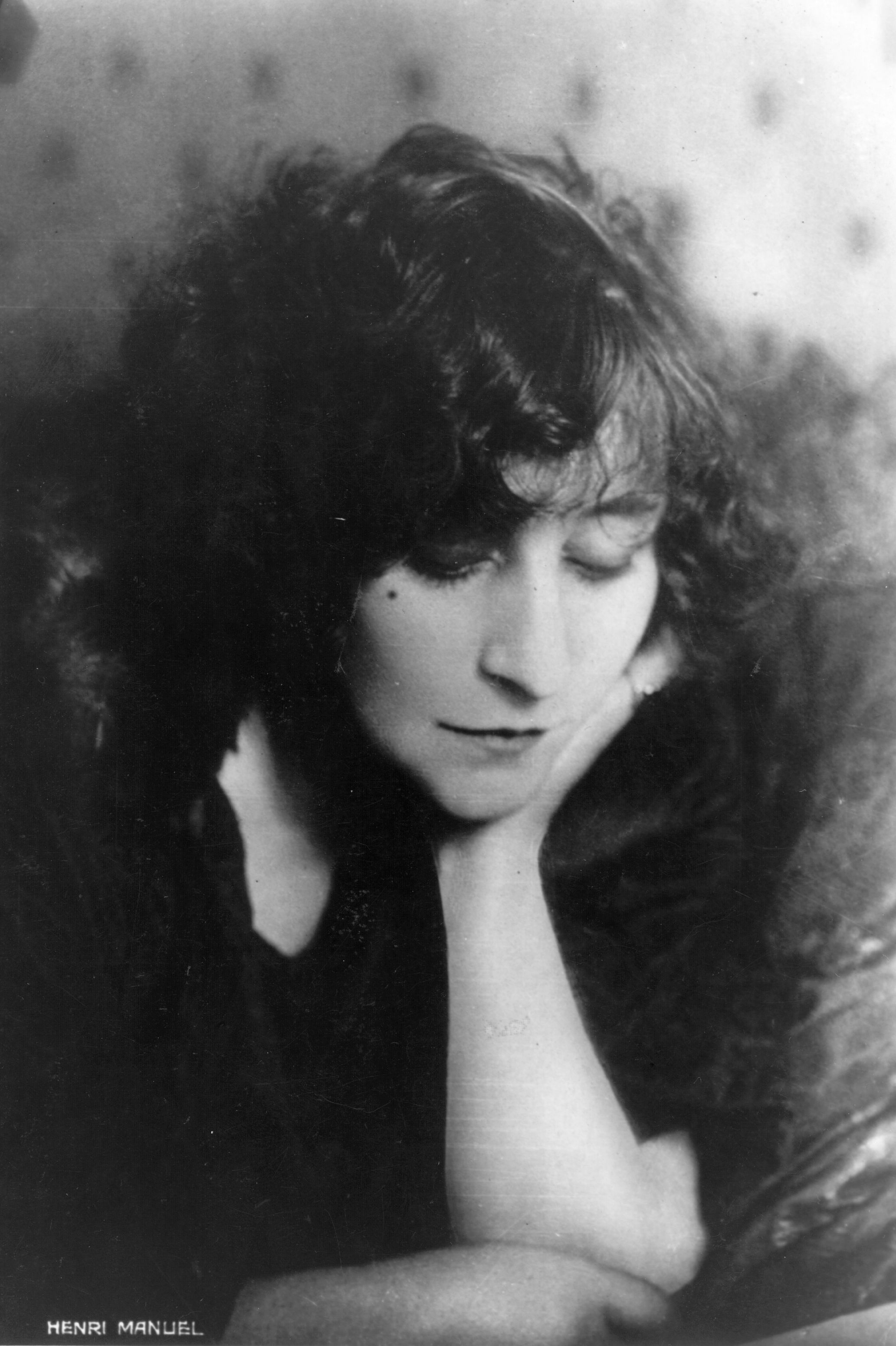
Colette, née le 28 janvier

  - Colette, romancière française († 3 août 1954).
  - Frans Smeers, peintre belge († 1er juin 1960).
- 29 janvier : Sydney Booth, acteur américain († 5 février 1937).
- 30 janvier : Georges Ricard-Cordingley, peintre français († 25 avril 1939).
- 31 janvier : Louis de Monard, peintre et sculpteur animalier français († 15 juillet 1939).

- 2 février : Émile Artus Boeswillwald, peintre français († 20 mars 1935).
- 3 février : Pierre Coste, religieux catolique, historien et biographe († 29 décembre 1935).
- 9 février :
  - Jacques Baseilhac, peintre et graveur français († 7 octobre 1903).
  - Maurice de Lambert, illustrateur, peintre, décorateur et graveur français († 20 novembre 1953).
- 10 février : Kamil Vladislav Muttich, peintre et illustrateur austro-hongrois puis tchécoslovaque († 6 novembre 1924).
- 14 février : Albert Guillaume, peintre, affichiste et caricaturiste français († 10 août 1942).
- 20 février : Émile Delobre, peintre français († 1956).
- 23 février :
  - Fernand-Louis Gottlob, peintre, illustrateur et graveur français († 10 novembre 1935).
  - Liang Qichao, universitaire, journaliste, philosophe et réformiste chinois († 19 janvier 1929).
- 24 février : Henri Rapin, peintre, illustrateur et décorateur français († 30 juin 1939).
- 28 février : 
  - Georges Theunis, homme politique belge († 4 janvier 1966).
  - Charles Verax, photographe et espérantiste français († 1943).

- 1er mars : Paul Ottenheimer, compositeur et chef d'orchestre allemand († 28 décembre 1951).
- 5 mars : Richard Benno Adam, peintre allemand († 20 janvier 1937).
- 8 mars : Elisée Cavaillon, sculpteur et peintre français († 5 mai 1954).
- 10 mars : Raymond Jean Verdun, peintre paysagiste français († 11 août 1954).
- 14 mars : Herluf Zahle, barrister, diplomate et homme politique danois († 4 mai 1941).
- 17 mars : 
  - Margaret Bondfield, première femme ministre au Royaume-Uni[54] († 16 juin 1953).
  - Hermann Kurtz, collectionneur et prestidigitateur roumain († 30 septembre 1942).
  - Shirataki Ikunosuke, peintre japonais († 25 novembre 1960).
- 19 mars : Max Reger, compositeur, chef d'orchestre, pianiste, organiste et professeur de musique allemand († 11 mai 1916).
- 22 mars : Julieta Lanteri, femme politique et féministe italo-argentine († 23 février 1932).
- 24 mars : Charles Clary, acteur américain († 24 mars 1931).
- 26 mars : 
  - Lubin de Beauvais, peintre et illustrateur français († 3 janvier 1917).
  - Gerald du Maurier, acteur de théâtre et scénariste britannique († 11 avril 1934).
  - Maurice Rogerol, peintre et sculpteur français († 5 mai 1946).
  - Yvonne Serruys, sculptrice française († 1er mai 1953).
- 28 mars : István Nagy, peintre hongrois († 13 février 1937).
- 30 mars : Daniele de Strobel, peintre italien († 8 juin 1942).

- 1er avril : Sergueï Rachmaninov, compositeur et pianiste russe naturalisé américain († 28 mars 1943).
- 3 avril : René de Castéra, compositeur français († 8 octobre 1955).
- 4 avril : Gyula Peidl, homme d'État hongrois († 22 janvier 1943).
- 10 avril : Kanzan Shimomura, peintre japonais († 10 mai 1930).
- 14 avril : Gustave Louis Jaulmes, peintre français († 7 janvier 1959).
- 16 avril : Árpád Basch, peintre, graphiste et affichiste hongrois († 7 juin 1945).
- 18 avril : Jean Roger-Ducasse, compositeur français († 19 juillet 1954).
- 23 avril :
  - Valéry Müller, peintre, dessinateur, caricaturiste, illustrateur et journaliste français († 26 mai 1917).
  - Félix Planquette, peintre de paysage et animalier français († 12 mars 1964).
  - Vladimir de Terlikowski, peintre polonais († 1951).
- 24 avril :
  - André Bauchant, peintre naïf français († 12 août 1958).
  - Max Landa, acteur autrichien († 9 novembre 1933).
- 29 avril : Pierre Desbois, peintre et graveur aquafortiste français († 15 décembre 1939).

- 3 mai : Ernesto Aurini, peintre, photographe, dessinateur et caricaturiste italien († 18 décembre 1947).
- 10 mai :
  - Abraham Mordkhine, peintre impressionniste franco-russe († 7 mars 1943).
  - Ernst Nevanlinna, professeur d'économie et homme politique finlandais († 7 septembre 1932).
- 13 mai :
  - Jules Bentz, compositeur, organiste et maître de chapelle français († 14 octobre 1962).
  - Sabine Hackenschmidt, peintre et graveuse française († 6 juin 1939).
  - Stanislav Joukovski, peintre d'origine polonaise et biélorusse († août 1944).
- 14 mai :
  - Adrien Godien, peintre français († 28 juillet 1949).
- 16 mai : Pascual Marquina Narro, compositeur et chef d'orchestre espagnol († 13 juin 1948).
- 26 mai : Olaf Gulbransson, peintre, dessinateur, graphiste et caricaturiste norvégien († 18 septembre 1958).
- 28 mai : Jack Abeillé, peintre, affichiste, dessinateur et illustrateur français († après 1936).
- 29 mai : Rudolf Tobias, compositeur et organiste estonien († 29 octobre 1918).

- 1er juin : Marguerite Delaroche, peintre miniaturiste française († 20 janvier 1963).
- 5 juin :
  - Louis Borgex, peintre, caricaturiste et lithographe français († 1959).
  - Louis Leynia de La Jarrige, journaliste, peintre animalier et illustrateur de livres pour enfants français († 1er juin 1933).
- 7 juin :
  - Landon Ronald, chef d'orchestre anglais, compositeur, pianiste, professeur de chant et administrateur († 14 août 1938).
  - Franz Weidenreich, anatomiste et paléo-anthropologue allemand († 11 juillet 1948).
- 10 juin : Georges Scott, peintre et illustrateur français († 10 janvier 1943).
- 12 juin :
  - Dominguín (Domingo Del Campo y Álvarez), matador espagnol († 7 octobre 1900).
  - Lucila Gamero de Medina, romancière, médecin et féministe hondurienne († 23 janvier 1964).
- 18 juin : Maurice Feuillet, peintre, dessinateur, illustrateur et journaliste français († 15 avril 1968).
- 24 juin : Frédéric Sauvignier, peintre et illustrateur français († septembre 1949).
- 27 juin : Lázaro Chacón González, homme d'État guatémaltèque († 8 avril 1931).
- 28 juin : Vladimir Bontch-Brouïevitch, homme politique, ethnographe et écrivain russe puis soviétique († 14 juillet 1955).

- 6 juillet : George Gibbs (1er baron Wraxall), homme politique britannique († 28 octobre 1931).
- 12 juillet : Victor Dupont, peintre, aquarelliste, graveur et céramiste français († 7 juillet 1941).
- 15 juillet : Hendrik Jan Wolter, peintre et graveur néerlandais († 29 octobre 1952).

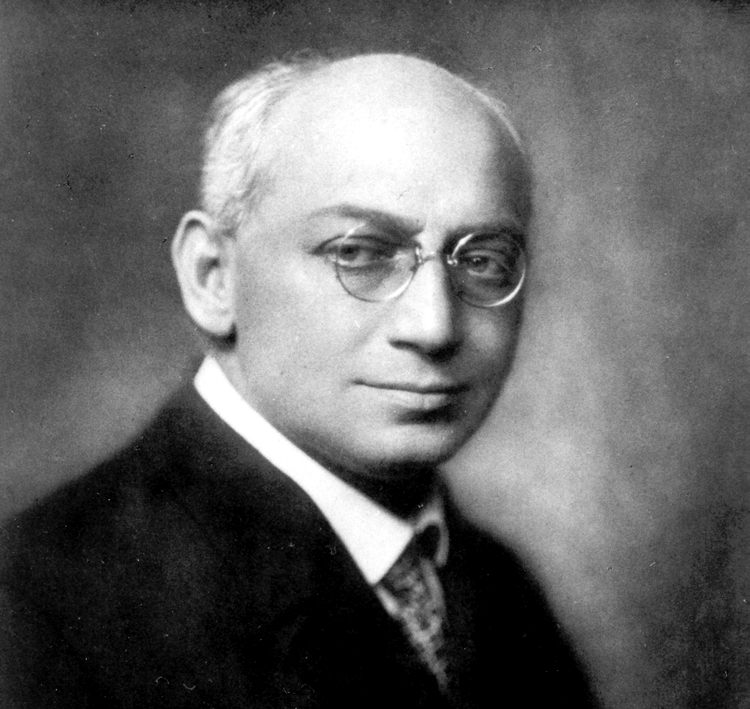
Sándor Ferenczi, né le 16 juillet

- 16 juillet : Sándor Ferenczi, psychanalyste hongrois († 22 mai 1933).
- 20 juillet : Santos-Dumont, pionnier brésilien de l'aviation († 23 juillet 1932).
- 21 juillet : Charles Schlee, coureur cycliste américain († 5 janvier 1947).
- 25 juillet : Henri Meunier, peintre, graveur, illustrateur et affichiste belge († 8 septembre 1922).
- 27 juillet : Oswald Pilloud, peintre et dessinateur suisse († 6 juillet 1946).
- 28 juillet : Léon Rudnicki, peintre, illustrateur et décorateur français († 29 janvier 1958).
- 29 juillet : Alcide Le Beau, peintre français († 12 août 1943).
- 31 juillet : Vojtěch Preissig, designer, typographe, graveur et enseignant austro-hongrois puis tchécoslovaque († 11 juin 1944).

- 2 août : Alphonse Baugé, coureur cycliste français († 23 octobre 1938).
- 3 août : Alexander Posey, écrivain et homme politique américain († 27 mai 1908).
- 5 août : Joseph de La Nézière, peintre et illustrateur français († 15 avril 1944).
- 13 août : Christian Rakovski, médecin, homme d'État, citoyen roumain d'origine bulgare, socialiste révolutionnaire, puis homme politique et diplomate soviétique († 11 septembre 1941).
- 20 août : Ivan Klioune, peintre, graphiste et sculpteur russe puis soviétique († 13 décembre 1943).
- 22 août : Alexandre Bogdanov, médecin, économiste, écrivain et homme politique russe puis soviétique († 7 avril 1941).
- 25 août :
  - Percy Carr, acteur britannique († 22 novembre 1926).
  - Konstantin Georgiev, militaire et homme politique bulgare († 14 avril 1925).
  - François Joseph Girot, peintre français († 7 mai 1916).
  - Ludovic Morin, coureur cycliste français († 4 septembre 1930).

- 1er septembre : Felicija Bortkevičienė, femme politique lituanienne († 21 octobre 1945).
- 7 septembre : Emīlija Gruzīte, peintre lettonne († mars 1945).
- 8 septembre : Alfred Jarry, poète, romancier et dramaturge français († 1er novembre 1907).
- 9 septembre : John Pratt, homme politique britannique († 27 octobre 1952).
- 16 septembre : Alfred Bastien, peintre belge († 7 janvier 1955).
- 17 septembre : Max Švabinský, peintre et graveur austro-hongrois puis tchécoslovaque († 10 février 1962).
- 28 septembre : Wacław Berent, écrivain, romancier et traducteur polonais († 19 ou 22 novembre 1940).

- 1er octobre : Georges-Frédéric Rötig, peintre et illustrateur français († 20 août 1961).
- 7 octobre : Clementine Krämer, écrivaine et féministe allemande († 4 novembre 1942).
- 9 octobre : Karl Schwarzschild, astrophysicien allemand († 11 mai 1916).
- 11 octobre : Eugène Dufour, peintre français († 12 janvier 1941).
- 12 octobre : Nadežda Petrović, peintre serbe († 3 avril 1915).
- 17 octobre : Paul-Émile Pajot, marin pêcheur et peintre français († 22 septembre 1929).
- 18 octobre : Ivanoe Bonomi, homme d'État italien († 20 avril 1951).
- 19 octobre : Jaap Eden, coureur cycliste et patineur de vitesse néerlandais († 2 février 1925).
- 20 octobre :
  - Nellie McClung, militante féministe et femme politique canadienne († 1er septembre 1951).
  - Mākereti Papakura, guide, artiste et ethnographe néo-zélandaise († 16 avril 1930).
- 21 octobre : Albert Valensin, prêtre jésuite français, professeur de théologie à la Faculté catholique de Lyon, prédicateur en Extrême-Orient  († 6 avril 1944).
- 22 octobre : Gabriel Drageon, peintre et aquarelliste français († 21 mai 1935).
- 25 octobre : Kumoemon Tōchūken, récitant japonais du genre de chant narratif rōkyoku de l'ère Meiji († 7 novembre 1916).
- 30 octobre : Francisco Madero, président du Mexique entre 1911 et 1913 († 22 février 1913).

- 1er novembre : Charles Quef, organiste et compositeur français († 2 juillet 1931).
- 4 novembre : Madeleine de Lyée de Belleau, sculptrice, céramiste, photographe et exploratrice française († 5 août 1957).
- 5 novembre :
  - Howard Carter, archéologue et égyptologue britannique († 2 mars 1939).
  - Ivan Goriouchkine-Sorokopoudov, peintre, graphiste et professeur de peinture russe puis soviétique († 29 décembre 1954).
- 9 novembre : Hugo Breitner, homme politique autrichien († 5 mars 1946).
- 10 novembre : Henri Rabaud, compositeur et chef d'orchestre français († 11 septembre 1949).
- 11 novembre : Eugeniusz Kazimirowski, peintre polonais († 23 septembre 1939).
- 15 novembre : Leo Sheffield, acteur britannique († 3 avril 1951).
- 16 novembre : William Christopher Handy, chanteur et compositeur de blues américain († 28 mars 1958).
- 18 novembre :
  - Paul Bovier-Lapierre, archéologue français († 26 mai 1950).
  - Jeanne Pelisson-Mallet, peintre française († 12 septembre 1961).
- 19 novembre : Elizabeth McCombs, femme politique néo-zélandaise († 7 juin 1935).
- 20 novembre :
  - Ramón Castillo, président de l'argentine († 10 octobre 1944).
  - Georges Caussade, pédagogue et compositeur français († 5 août 1936).
  - Daniel Gregory Mason, compositeur, critique musical et musicologue américain († 4 décembre 1953).
- 24 novembre : Gyokudō Kawai, peintre japonais de l'école nihonga († 30 juin 1957).
- 25 novembre : William Laparra, peintre français († 5 septembre 1920).
- 26 novembre : Elizabeth F. Fisher, géologue américaine († 25 avril 1941).
- 29 novembre :
  - Grigori Bobrovski, peintre et professeur russe puis soviétique († 1942).
  - Suzan Rose Benedict, mathématicienne américaine († 8 avril 1942).
- 30 novembre : W. P. Kellino, réalisateur, scénariste et acteur britannique († 31 décembre 1957).

- 1er décembre :
  - Alexis Mérodack-Jeaneau, peintre et sculpteur français († 8 mars 1919).
  - Lucien Pénat, peintre et graveur français († 23 octobre 1955).
- 2 décembre :
  - Galileo Chini, graphiste, architecte, scénographe, céramiste et peintre italien du style Art nouveau († 23 août 1956).
  - Henri-Achille Zo, peintre et illustrateur français († 9 septembre 1933).
- 4 décembre : Henri Caruchet, peintre, aquarelliste, illustrateur et poète français († 2 janvier 1948).
- 7 décembre : Mikhaïl Demianov, peintre russe († 23 juin 1913).
- 13 décembre : Léon Nassoy, peintre français († 5 août 1937).
- 14 décembre : Joseph Jongen, compositeur et organiste belge († 12 juillet 1953).
- 18 décembre : 
  - Francis Burton Harrison, homme politique américain († 1957)
  - Gratien Candace, enseignant, homme politique, essayiste et journaliste français († 11 avril 1953).
- 23 décembre : Károly Kernstok, peintre hongrois († 9 juin 1940).

- Date précise inconnue : 
  - Henri Aurrens, peintre, illustrateur et caricaturiste français († 1934).
  - Henri-Georges Bréard, peintre français († 1950).
  - Tamburi Cemil Bey, musicien et compositeur turc († 27 juillet 1916).
  - Julien Duvocelle, peintre français († 1961).
  - Stanislav Joukovski, peintre d'origine polonaise et biélorusse († 1944).
  - Aléxandros Karapános, diplomate et homme politique grec († 8 novembre 1946).
  - Aaron Lebedov, chanteur et acteur américain († 1960).
  - Kimon Loghi, peintre roumain d'origine macédonienne († 1952).
  - Ma Lin, homme politique chinois († 26 janvier 1945).
  - Hasan Prishtina, homme politique albanais († 13 août 1933).
  - Berthe Roten-Calpini, peintre suisse († 1962).
  - Vladimir Siversen, directeur de la photographie russe.
  - Frank Wilson, réalisateur, acteur et scénariste britannique († après 1926).

- Vers 1873 :
  - Lhadj Belaïd, poète marocain d'expression berbère chleuhe († vers 1945).
  - Enoch Sontonga, enseignant et compositeur sud-africain († 18 avril 1905).

## Décès en 1873
- 1er janvier : Nikola Aleksić, peintre serbe (° 1808).9 janvier : mort de Napoléon III

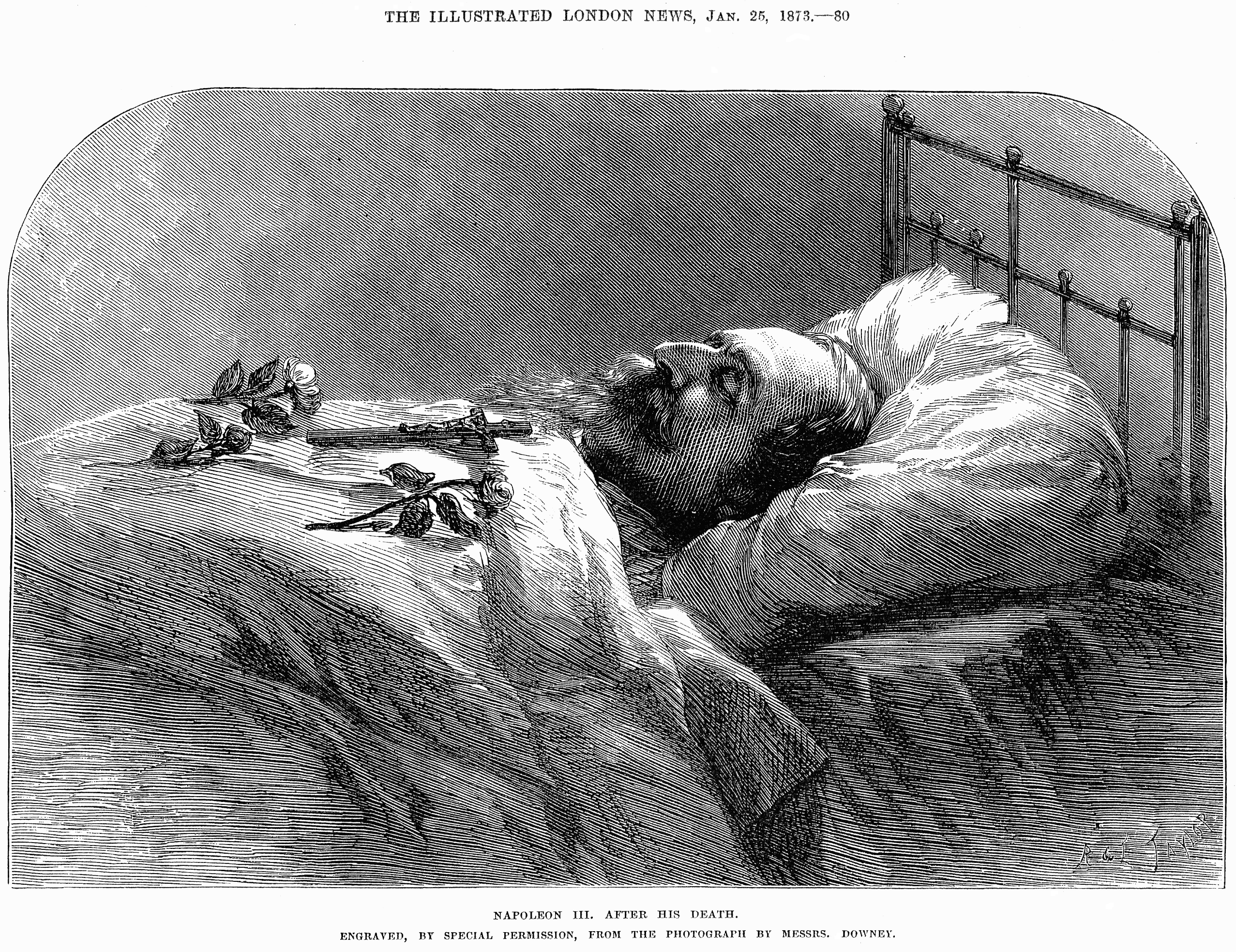
9 janvier : mort de Napoléon III

- 9 janvier : Napoléon III, empereur des français (° 20 avril 1808).
- 23 janvier : Gustave Ricard, peintre français (° 1er septembre 1823).
- 27 janvier : Adam Sedgwick, géologue britannique (° 22 mars 1785).

- 8 février : John White Geary, avocat américain, homme politique et général dans l'armée de l'Union pendant la guerre de Sécession (° 30 décembre 1819).
- 9 février : Hother Hage, homme politique et juriste danois (° 9 janvier 1816).
- 14 février : Constant d'Hoffschmidt, homme politique belge (° 7 mars 1804).
- 15 février : Léon Le Cieux, violoniste français (° 12 mai 1821).
- 24 février : Spirídon Trikoúpis, homme d’État et historien grec (° 20 avril 1788).

- 5 mars : Alexis de Castillon, compositeur français (° 13 décembre 1838).
- 7 mars : Evelyn Denison, homme d'État britannique (° 27 janvier 1800).
- 26 mars : Albrecht von Bernstorff, diplomate prussien  (° 22 mars 1809).
- 27 mars : Amédée Simon Dominique Thierry, historien français (° 2 août 1797).
- 28 mars : Pierre-Antoine Labouchère, peintre français (° 26 novembre 1807).

- 13 avril :  Carlo Coccia, compositeur italien (° 14 avril 1782).
- 14 avril : Pierre-Frédéric Dorian industriel et homme politique français (° 24 janvier 1814).
- 16 avril : 
  - Albert Glatigny, poète, écrivain, comédien et dramaturge français (° 21 mai 1839).
  - Arcisse de Caumont archéologue français (° 20 août 1801).
- 22 avril : Théophile Vauchelet, peintre français (° 4 février 1802).
- 27 avril : William Charles Macready, acteur de théâtre anglais (° 3 mars 1793).
- 30 avril : Alexis Billiet, cardinal français, archevêque de Chambéry (° 28 février 1783).

- 5 mai : Albert Goblet d'Alviella, homme politique et militaire belge (° 26 mai 1790).
- 8 mai : John Stuart Mill, philosophe et économiste (° 20 mai 1806).
- 9 mai :
  - Pierre-Joseph Meeûs, industriel et homme politique belge (° 29 juillet 1793).
  - Stéphanie de Virieu, peintre et sculptrice française (° 14 juillet 1785).
- 10 mai : Carl von Bodelschwingh, homme politique prussien (° 16 décembre 1800).
- 26 mai : August Conradi, compositeur, organiste et kapellmeister allemand (° 27 juin 1821).
- 27 mai : Rifa'a al-Tahtawi, réformateur égyptien (° 15 octobre 1801).
- 29 mai : Édouard de Verneuil paléontologue français (° 13 février 1805).

- 2 juin : François Hainl, chef d'orchestre, violoncelliste et compositeur français (° 16 novembre 1807).
- 6 juin : Heinrich Wilhelm Adalbert, prince de Prusse, militaire et explorateur allemand (° 29 octobre 1811).
- 8 juin : Antoine Dessane, musicien et compositeur français (° 9 décembre 1826).

- 3 juillet : Joseph Poniatowski, musicien, artiste lyrique, diplomate et homme politique naturalisé français (° 20 février 1816).
- 4 juillet : Johann Jakob Kaup, naturaliste allemand (° 10 avril 1803).
- 5 juillet : Giovanni Carnovali, peintre italien (° 29 septembre 1804).
- 8 juillet :
  - Thomas Robertson, navigateur et peintre américain (° 19 août 1819).
  - Franz Xaver Winterhalter, peintre et lithographe allemand (° 20 avril 1810).

- 19 juillet : Ferdinand David, violoniste virtuose et compositeur allemand (° 20 avril 1805).
- 21 juillet : Louis-Charles-Auguste Couder, peintre français (° 1er avril 1790).
- 18 juillet : Louis Alfred Briosne, courtier en lingerie et militant républicain français (° 1er mars 1825).
- 4 août : Viktor Hartmann, architecte et peintre russe (° 5 mai 1834).
- 8 août : Antoine Chintreuil, peintre français (° 15 mai 1814).
- 16 août : Georg Hellmesberger I, violoniste, chef d'orchestre et compositeur autrichien (° 24 avril 1800).
- 23 août : Nikolaï Maïkov, peintre russe (° 28 août 1794).
- 26 août : Karl Wilhelm, chef de chorale allemand, connu en tant que compositeur du chant patriotique Die Wacht am Rhein (° 5 septembre 1815).

- 3 septembre : Célestin Nanteuil, peintre, graveur et illustrateur français (° 1813).
- 7 septembre : Jules Verreaux, ornithologue français (° 24 août 1807).
- 10 septembre : Constant-Louis-Félix Smith, peintre français (° 18 novembre 1788).
- 28 septembre : Émile Gaboriau, écrivain français (° 9 novembre 1832).

- 1er octobre : Edwin Landseer, peintre et sculpteur britannique (° 7 mars 1802).
- 6 octobre :
  - Paweł Edmund Strzelecki, explorateur et géologue polonais (° 20 juillet 1797).
  - Fiodor Vassiliev, peintre paysagiste russe (° 22 février 1850).

- 13 novembre : Eduardo Rosales, peintre espagnol (° 4 novembre 1836).
- 26 novembre : Karl Friedrich Naumann, géologue Allemand (° 30 mai 1797).
- 29 novembre : Claude Gay Mouret, botaniste français (° 18 mars 1800).

- 1er décembre : Francis Garnier, explorateur français (° 25 juillet 1839).
- 14 décembre : Louis Agassiz, zoologiste, ichtyologue et géologue américain d'origine suisse (° 28 mai 1807).
- 19 décembre : Pharamond Blanchard, peintre d'histoire et de genre, dessinateur, lithographe, illustrateur et écrivain français (° 27 février 1805).
- 22 décembre : Ida du Chasteler, peintre héraldiste belge (° 9 juillet 1797).
- 27 décembre : Auguste Trognon, historien français (° 27 septembre 1795).

- Date inconnue :
- Thomas Oliphant, musicien, artiste et auteur écossais (° 1799).